# Szugijama Ai
Szugijama Ai (Tokió, 1975. július 5. –) egykori páros világelső, négyszeres olimpikon, négyszeres Grand Slam-tornagyőztes, visszavonult japán teniszezőnő.
1992–2009 közötti profi pályafutása során hat egyéni és harmincnyolc páros WTA-tornát nyert meg. Jelentős sikereit párosban érte el, 2000-ben megnyerte a US Opent, 2003-ban bajnok lett a 2003-as Roland Garroson és Wimbledonban, vegyes párosban 1999-ben a US Openen győzött.
Párosban világelső volt, összesen 45 héten keresztül vezette a világranglistát.
Japán képviseletében részt vett az 1996-os atlantai, a 2000-es Sydney-i, a 2004-es athéni, valamint a 2008-as pekingi olimpián. 2004-ben egyéniben a negyeddöntőig, párosban az elődöntőig jutott, majd a bronzmérkőzésen a 4. helyen végzett.
1995–2009 között 47 alkalommal játszott Japán Fed-kupa-válogatottjában.

## Eredményei Grand Slam-tornákon

### Egyéniben
| Torna           | 2009   | 2008   | 2007   | 2006   | 2005   | 2004   | 2003   | 2002   | 2001   | 2000   | 1999   | 1998   | 1997   | 1996   | 1995   | 1994   | 1993   |
| --------------- | ------ | ------ | ------ | ------ | ------ | ------ | ------ | ------ | ------ | ------ | ------ | ------ | ------ | ------ | ------ | ------ | ------ |
| Australian Open | 3. kör | 3. kör | 2. kör | 1. kör | 1. kör | 2. kör | 2. kör | 3. kör | 1. kör | 1/4D   | 1. kör | 4. kör | 2. kör | 3. kör | 1. kör | -      | -      |
| Roland Garros   |        | 2. kör | 3. kör | 2. kör | 1. kör | 2. kör | 4. kör | 2. kör | 1. kör | 4. kör | 2. kör | 2. kör | 2. kör | 1. kör | 4. kör | -      | -      |
| Wimbledon       |        | 3. kör | 3. kör | 4. kör | 1. kör | 1/4D   | 4. kör | 3. kör | 3. kör | 2. kör | 2. kör | 1. kör | 1. kör | 4. kör | 1. kör | 1. kör | 1. kör |
| US Open         |        | 3. kör | 2. kör | 3. kör | 3. kör | 4. kör | 4. kör | 2. kör | 2. kör | 2. kör | 3. kör | 2. kör | 2. kör | 2. kör | 2. kör | 1. kör | -      |

## Év végi világranglista-helyezései
| Év       | 1991 | 1992 | 1993 | 1994 | 1995 | 1996 | 1997 | 1998 | 1999 | 2000 | 2001 | 2002 | 2003 | 2004 | 2005 | 2006 | 2007 | 2008 |
| Helyezés | 568. | 180. | 142. | 72.  | 46.  | 32.  | 20.  | 18.  | 24.  | 33.  | 30.  | 24.  | 10.  | 17.  | 30.  | 26.  | 39.  | 31.  |